# Elizabeth Graeme Fergusson

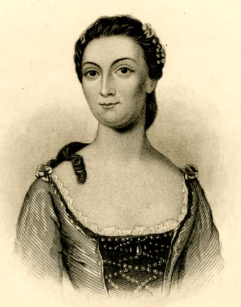
Retrato

Elizabeth “Betsy” Graeme Fergusson, née Elizabeth Graeme, también llamada Ferguson (Filadelfia, Pensilvania, 3 de febrero de 1737- Graeme Park, Horsham 23 de febrero de 1801) fue una escritora estadounidense. Tradujo al inglés del francés “Las aventuras de Telémaco”, la mayoría de sus obras no se publicaron hasta su muerte. 

## Biografía
Nació en una familia acomodada, era la benjamina de los nueve hijos del Dr. Thomas Graeme y de su esposa, Ann Diggs, esta le enseñó en casa a leer y escribir, por lo que tuvo una educación poco frecuente entre las niñas de la América colonial.
Hacia 1757, se prometió con William Franklin, hijo de Benjamin Franklin, pero ambas familia se oposieron al enlace, así que la relación terminó cuando Williams fue con su padre a Londres. Entre 1764 y 1765, ella también vivió en Londres, donde conoció a varias personalidades importantes. 
El 21 de abril de 1772 se casó con Henry H. Fergusson, que pasó la mayor parte de su vida en Inglaterra y quien apoyaba la causa loyalista, en cambio ella era más bien Whig y pasó casi toda su vida en Pensilvania. Tuvieron dos hijos Anna y John.
Entre sus cartas, hay algunas donde intenta conseguir ayudas para que sus propiedades no sean confiscadas; en sus poemas muestra su lado más emocional, y habla de sentirse dolida, engañada y abandonada por su marido, por pasar tanto tiempo fuera del hogar o por ciertos rumores que decían que había dejado a una criada embarazada.